# 格利澤876d
格利泽876d （Gliese 876 d）是围绕着红矮星格利泽876公转的太阳系外行星。当它在2005年被发现时，它是除围绕PSR B1257+12公转的脉冲星行星之外的已知质量最小的太阳系外行星。格利泽876d在它的行星系统中位置最靠内，它和母星格利泽876之间的距离只有地球到太阳之间距离的五十分之一。因此格利泽876d只用不到两天的时间就完成一次公转。由于低质量的缘故，格利泽876d可以被归类为超级地球。

## 发现
像绝大多数已知的太阳系外行星一样，格利泽876d是根据分析因其重力引起母星视向速度的变化而被發现的。视向速度可以用观察恒星光谱线的多普勒效应来衡量。在它被发现时，人们已知格利泽876有两颗行星，分别是格利泽876b和格利泽876c，成2：1轨道共振。当两颗行星的因素都被考虑在内时，视向速度依然显示出多余的大约是两天的周期。这可以解释为还有一颗其它的质量至少为地球的5.9倍的行星存在。这颗被指定为格利泽876d的行星，于2005年由尤金尼亚·里维拉（Eugenio Rivera）带领的科学小组宣告发现。

## 轨道和质量
格利泽876d位于半长轴只有0.0208个天文单位（311万公里）的轨道中。 用视向速度法发现格利泽876d的局限性在于只有它质量的下限是可获知的。在这种情况下，它质量的下限是地球的5.88倍。它真实的质量与轨道的倾角相关，可倾角却是未知的。但是格利泽876d的两颗共振的外行星的相互重力作用显示两颗外行星相对于天空平面的倾角大约是50°。假设格利泽876d的轨道面和两颗外行星相同，那么它的真实质量为地球的7.5倍。另一方面，对外行星格利泽876b的天体测量结果显示其倾角为84°左右（假设行星系统具有共面性），这意味着它的真实质量只是稍微大于质量下限。

## 特征
既然格利泽876d是根据其对母星的重力影响而间接发现的，它的一些参数诸如半径，构成和温度是未知的。不过由于其太接近母星这一点可以推测出格利泽876d的表面温度很可能非常之高。由它的低质量则可断定其可能是类地行星。假设它的密度为8,000 kg/m3，质量为地球7.5倍的类地行星的半径则应该比地球半径长出73％。  这种类型的巨型类地行星可能由向内迁移的气体行星推向母星的物质所构成。
另一种解释是格利泽876d可能进一步组成扩大。这样会造成行星构成中拥有丰富的挥发性物质比如水。在这个模型中，格利泽876d上有一个水（以超临界流体的形式存在）的海洋并由行星内部的压力造成的冰层把其与硅酸盐地核隔离开。这样的一颗行星会有含水蒸气和自由氧气成分（由紫外线辐射下水分分解产生）的大气层。
区分这两个模型需要获得更多有关行星半径和构成的信息。不巧的是看上去格利泽876d目前没有行经其母星前方 (星凌)，使得获取以上信息超出我们当前的观察能力。